# Аугуст Фердинанд Мебијус
Аугуст Фердинанд Мебијус (Шулпфорт, 17. новембар 1790 — Лајпциг, 26. септембар 1868) био је немачки математичар.
Мебијус је, по мајчиној линији, био потомак Мартина Лутера а поред математике бавио се и астрономијом. Посебно је познат по Мебијусовој траци, која заправо представља површ само са једном страном.